# Molenhoek (Rosmalen)
Molenhoek is een wijk in Rosmalen, in de Nederlandse provincie Noord-Brabant. Molenhoek was eerder een gehucht in Rosmalen en is in die hoedanigheid nog terug te vinden in de Historische Atlas van Noord-Brabant. Molenhoek is nu geheel geïntegreerd in Rosmalen, zodat er van het gehucht niets meer terug te vinden is.
In de Molenhoek staat de Standerdmolen van Rosmalen.
De grenzen van de Molenhoek zijn de spoorlijn, de Heer en Beekstraat, de A59 en de Deken van Roestellaan.